# Định lý Jacobi (hình học)

Định lý Jacobi

Định lý Jacobi  là một định lý trong lĩnh vực hình học phẳng đặt theo tên của Carl Friedrich Andreas Jacobi một nhà toán học, giáo viên người Đức. Nội dung định lý như sau: 
Dựng ra phía ngoài ba cạnh của tam giác ABC các tam giác AB'C' A'BC' A'B'C sao cho các góc {\displaystyle \angle A'BC=\angle ABC'}, {\displaystyle \angle B'CA=\angle BCA'} và {\displaystyle \angle C'AB=\angle CAB'} thì ba đường thẳng AA’, BB’, CC’ đồng quy.
- Định lý Jacobi là tổng quát của định lý Kariya, định lý Kiepert